# Jakob Hübner
Pour les articles homonymes, voir Hübner.
Jakob Hübner (ou Jacob Huebner) est un entomologiste bavarois, né le 20 juin 1761 à Augsbourg et mort le 13 septembre 1826 dans cette même ville.

## Biographie
Il étudie le dessin de 1778 à 1780 à la Annenschule (école Sainte-Anne), puis l'eau-forte et la xylographie.
Il étudie particulièrement les papillons et commence à faire paraître ses premiers articles en 1785. Il fait des séjours en Ukraine et à Vienne à partir de 1789, où il fait la connaissance d'Ignaz Schiffermüller (1727-1806) avec lequel il garde des liens d'amitié sa vie durant. Hübner gagne sa vie en étant dessinateur pour une manufacture de textile.
Ses travaux, finement illustrés, s’attachent notamment à l’étude des différents stades de ces insectes. Il contribue à l’amélioration de la taxinomie moderne pour les lépidoptères. Sa collection est acquise en 1935 par la Royal Entomological Society de Londres.
Son nom est très souvent abrégé dans les publications entomologiques en Hbn. ou Hb.

## Liste partielle des publications
- Sammlung europäischer Schmetterlinge (Collection sur les papillons européens) (1796-1805).
- Avec Carl Geyer et Gottlieb August Wilhelm Herrich-Schäffer (1799-1874), Sammlung exotischer Schmetterlinge (Collection sur les papillons exotiques), deux volumes, (1806-1834). Augsburg.
- Geschichte europaischer Schmetterlinge (Histoire des papillons européens) (1806-1824).
- Tentamen determinsationis, digestionis atque demonationis singularum stirpium Lepidopterorum, peritis ad inspiciendum et dijudicandum communicatum (1806).
- Zuträge zur Sammlung exotischer Schmettlinge [!], bestehend in Bekundigung einzelner Fliegmuster neuer oder rarer nichteuropäischer Gattungen. Augsburg, Jacob Hübner, 49 pp. (1819).

## Travaux

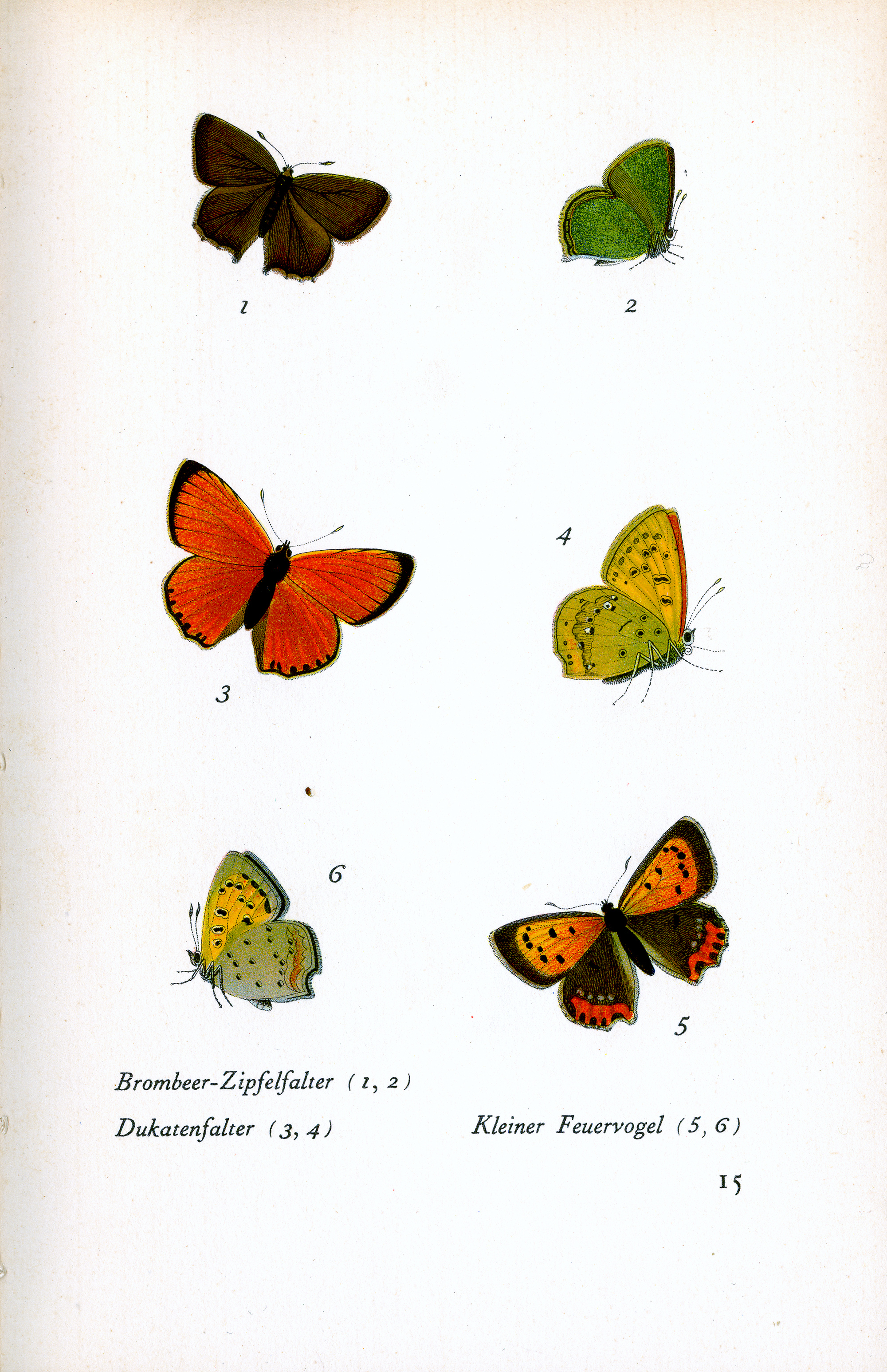
Page 15 du petit livre des papillons (Das kleine Schmetterlingsbuch)

Il est l'inventeur de nombreux genres (sous-genres) et espèces